# La Campana, Nayarit
La Campana är en ort i Mexiko.   Den ligger i kommunen Ahuacatlán och delstaten Nayarit, i den centrala delen av landet, 600 km väster om huvudstaden Mexico City. La Campana ligger 1 062 meter över havet och antalet invånare är 229.
Terrängen runt La Campana är kuperad åt nordväst, men åt sydost är den bergig. Runt La Campana är det ganska glesbefolkat, med 25 invånare per kvadratkilometer. Närmaste större samhälle är Ixtlán del Río, 18,8 km öster om La Campana. I omgivningarna runt La Campana växer huvudsakligen savannskog.